# Darius Zagorskis
Darius Zagorskis (*  20. November 1969 in Vilnius) ist ein litauischer Schachspieler.

## Leben
Zagorskis lernte an der Sportschule für Schach und Dame Vilnius. 2005 erhielt er den Titel Internationaler Meister und 2008 den Titel Verdienter internationaler Meister im Fernschach.
Im Nahschach wurde er 1992 zum Internationalen Meister und 2013 zum Großmeister ernannt. Die erforderlichen Großmeister-Normen erfüllte Zagorskis im Juni 1997 beim Mikėnas-Memorial in Vilnius, im Mai 2008 bei der litauischen Einzelmeisterschaft in Kaunas und im November 2011 bei Mannschaftseuropameisterschaft in Chalkidiki. 2013 wurde er litauischer Einzelmeister. Seit 2008 ist er Verdienter Internationaler Meister (SIM) im Fernschach.
In der deutschen Schachbundesliga war er in der Saison 2004/05 für den SV Mülheim-Nord gemeldet, kam aber nicht zum Einsatz.